# Júnior Maranhão
Júnior Maranhão (født 17. juni 1977) er en tidligere brasiliansk fodboldspiller.